# شیطون‌های کوچولو (فیلم ۱۹۹۴)
شیطون‌های کوچولو (انگلیسی: The Little Rascals) یک فیلم در ژانر کودکان و کمدی به کارگردانی پنلوپه اسفیریس است که در سال ۱۹۹۴ منتشر شد.

## خلاصه داستان
داستان با «اسپنکی» آغاز می‌شود. او رئیس کلوپی متشکل از پسرهای مدرسه‌ای از تمام محله است. بهترین دوست او «آلفالفا» به عنوان راننده مسابقات رانندگی سالانه کلوپ انتخاب شده‌است. اما وقتی مراسم معرفی او انجام می‌شود او ناپدید می‌شود.

## بازیگران
- باگ هال
- راس بگلی
- کورتلند مید
- مری کیت و اشلی اولسن
- ووپی گلدبرگ
- مل بروکس
- دونالد ترامپ
- جوزف اشتون
- ریبا مک‌اینتایر
- راون سایمون
- داریل هانا
- جورج ونت
- لی تامپسون
- اشلی اولسن